# Hildebrandtfrankolin
Der Hildebrandtfrankolin (Pternistis hildebrandti, Syn.: Francolinus hildebrandti) ist ein 35 Zentimeter großer Hühnervogel.

## Aussehen
Die Männchen haben ein weißes Gefieder, das mit vielen kleinen abgestuften v-förmigen, schwarzen Federn in mehreren Reihen entlang der Brust, dem Bauch und dem Hals versehen ist. Die Beine und der Schnabel sind rot. Die Flügel- und die Schwanzoberseite sind braun. Das Weibchen hat ein rostbraunes Gefieder mit kleinen weißen Flecken.

## Verbreitung und Lebensraum
Diese Art kommt nur sehr verstreut im Osten der Demokratischen Republik Kongo, Kenia und Tansania vor. Der Hildebrandtfrankolin bewohnt die bewaldeten Hügellandschaften und Berghänge, die mit dichten Büschen und hohen Gräsern bewachsen sind, meist in der Nähe von Gewässern.

## Lebensweise
Die Hildebrandtfrankoline leben in kleineren Gruppen von 6-12 Tieren zusammen und ziehen auf der Suche nach Nahrung durch die Landschaft. Sie ernähren sich von Samen, Beeren und Pflanzentrieben, daneben picken sie auch Insekten und deren Larven und kleinere Wirbellose auf. Bei Anbruch der Dämmerung ziehen sie sich auf hohe Bäume zurück, um dort zu übernachten. Das Höchstalter beträgt etwa 4 Jahre.

## Fortpflanzung
In der Brutzeit leben die Tiere monogam zusammen. Der Schrei des Hahns ist schrill und weithin zu hören. Damit grenzen die Tiere ihren Brutbereich voneinander ab. Das Weibchen legt das Nest als flache Mulde im hohen Gras an. Das Gelege umfasst 4-8 cremefarbene Eier, die Brutzeit beträgt ca. 25 Tage. Das Männchen hält währenddessen in der Nähe Wache und warnt das Weibchen mit seinen grellen Rufen vor möglichen Gefahren. Nach dem Schlupf suchen die Jungen sofort selbstständig nach Nahrung. In der Nacht wärmt das Weibchen die Jungen am Boden unter ihren Flügeln. Wenn die Jungen etwas älter sind, verbringen sie die Nacht gemeinsam auf Bäumen wie die Altvögel.

## Gefährdung
Aufgrund ihrer weiten Verbreitung und weil für diese Art keine Gefährdungen bekannt sind, stuft die IUCN diese Art als ungefährdet (Least Concern) ein.

## Unterarten
Es sind zwei Unterarten bekannt:
- Pternistis hildebrandti hildebrandti (Cabanis, 1878)[2] kommt in Kenia, dem Norden und Westen Tansanias, dem Südosten der Demokratischen Republik Kongo und dem Nordosten Sambias vor.
- Pternistis hildebrandti johnstoni (Shelley, 1894)[3] ist im Südosten Tansanias, dem Norden Mosambiks und in Malawi verbreitet.

Francolinus altumi Fischer & Reichenow, 1884, Francolinus fischeri Reichenow, 1887 und Francolinus hildebrandti helleri Mearns, 1915 werden heute als Synonyme zur Nominatform gesehen,  Francolinus grotei Reichenow, 1917 als Synonym für P. h. johnstoni.

## Etymologie und Forschungsgeschichte
Die Erstbeschreibung des Hildebrandtfrankolins erfolgte 1878 durch Jean Louis Cabanis unter dem wissenschaftlichen Namen Francolinus (Scoeroptera) Hildebrandti. Das Typusexemplar wurde von Johann Maria Hildebrandt (1847–1881) in Ndi im Distrikt Taita gesammelt. Bereits 1832 führte Johann Georg Wagler die für die Wissenschaft neue Gattung Pternistis ein. Dieser Name leitet sich von pternistēs, pternē πτερνιστης, πτερνη für „auf den Fersen laufend, Ferse“ ab. Der Artname „hildebrandti“ ist seinem Sammler gewidmet. „Johnstoni“ ehrt Harry Hamilton Johnston (1858–1927), „altumi“ Johann Bernard Theodor Altum (1824–1900), „fischeri“ Gustav Adolf Fischer (1848–1886), „helleri“ Edmund Heller (1875–1939) und „grotei“ Hermann Grote (1882–1951).